# Мостовский район (Гродненская область)
Мосто́вский райо́н (бел. Мастоўскі раён) — административная единица на западе Гродненской области Республики Беларусь. Административный центр — город Мосты.
Численность населения — 24 653 человек (на 1 января 2025 года).
В административном центре района — городе Мосты — расположен самый длинный в Беларуси пешеходный подвесной мост длиной 193 метра.

## Административное устройство
В районе 6 сельсоветов:
- Гудевичский
- Дубненский
- Куриловичский
- Лунненский
- Мостовский
- Песковский

Упразднённые сельсоветы на территории района:
- Глядовичский
- Голубовский
- Зарудавьевский
- Микелевщинский
- Озёрковский
- Пацевичский
- Хартицкий
- Мальковичский
- Милевичский
- Рогозницкий

## География
Мостовский район находится на западе Гродненской области занимает площадь 1349 км² (12-е место в области). Основные реки — Неман, его притоки Щара, Зельвянка, Россь и Ельня, Пикелка, Веретейка. Крупнейшие озёра — Озерянское (около д. Малые Озёрки) и Гоноратское (около хутора Новая Гонората).
Территория района расположена в пределах Верхненеманской низменности. Рельеф равнинный, общий наклон с юга на север к долине реки Неман. Преобладает высота 120 метров над уровнем моря. Самая высокая точка — 167 метров — расположена в 2 км к юг от агрогородка Большая Рогозница.
Полезные ископаемые: мел, глины и суглинки, торф, сапропель, валуно-печано-гравийная смесь.
Средняя температура января −5,1 °C, июля 18 °C. Осадков выпадает 540 мм в год. Вегетативный период — 198 суток.
Леса занимают 37 % территории района. Цельные массивы леса сохранились вдоль реки Неман (часть Неманских лесов и Липичанской пущи).
Почвы преобладают дерново-подзолистые (54,3 %), дерново-подзолистые заболоченные (14,4 %), торфяно-болотные (14 %), дерновые и дерново-карбонатные заболоченные (11,8 %).
На территории района частично расположен республиканский ландшафтный заказник Липичанская пуща, целиком заказники местного значения: гидрологический «Гомшар» и биологический «Черлёна» — а также 6 памятников природы.

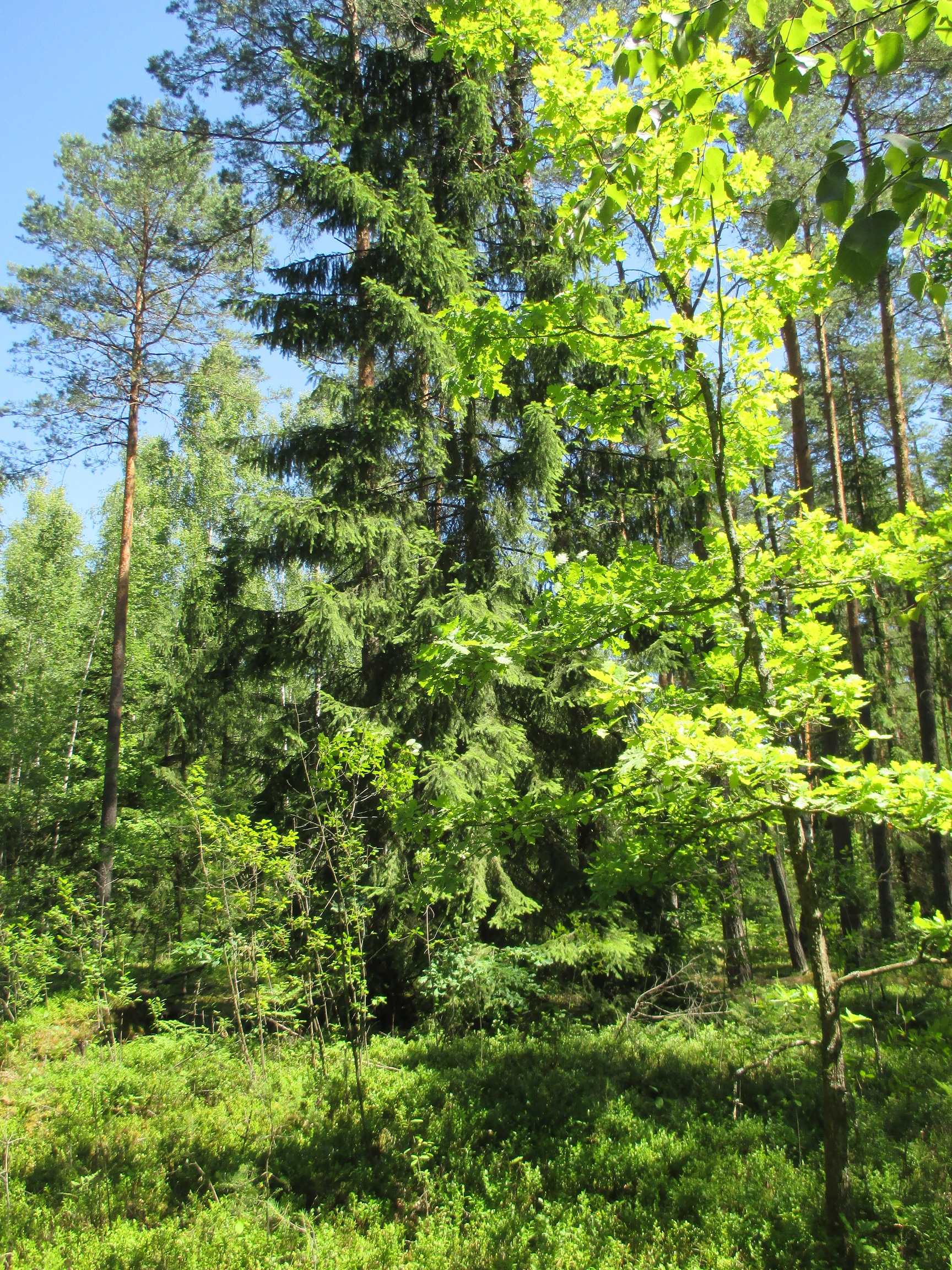
Липичанская пуща

## Геральдика
Проекты герба и флага одобрены решением Мостовского районного исполнительного комитета от 8 июня 2005 года № 344.
Герб и флаг учреждены Указом Президента Республики Беларусь от 17 июля 2006 года № 455 и зарегистрированы в Государственном геральдическом регистре Республики Беларусь 1 августа 2006 года № Б-80 и № Б-81.

## История
Район образован 15 января 1940 года. До 20 сентября 1944 года — в составе Барановичской области, с 1944 года — в Гродненской области.
5 апреля 1960 года к Мостовскому району присоединён Дубненский сельсовет Скидельского района, 17 апреля 1962 года — Деречинский и Морочинский сельсоветы упразднённого Зельвенского района и Голубовский сельсовет упразднённого Желудокского района. 25 декабря 1962 года район был упразднён, его территория разделена между Щучинским и Волковысским районами. 6 января 1965 года район образован повторно, в его состав также была включена часть территории прежнего Зельвенского района, включая городской посёлок Зельва. 30 июля 1966 года был повторно образован Зельвенский район, и в его состав были переданы Зельва и три сельсовета. 28 июля 1967 года Волповский сельсовет был передан Волковысскому району.
За достигнутый рост урожайности, повышение производства продукции сельского хозяйства по итогам работы в 1982 году Мостовский район был награжден тремя переходящими Красными Знамёнами ЦК КПБ, Совета Министров БССР и ЦК ЛКСМБ. В 1983 году район стал победителем Всесоюзного социалистического соревнования за достижение наилучших производственных показателей и награжден переходящим Красным Знаменем ЦК КПСС и Совета Министров СССР.
20 октября 1995 года административные единицы Мостовский район и город Мосты, имеющие общий административный центр, объединены в одну административную единицу — Мостовский район.
26 февраля 2013 года были упразднены Голубовский и Глядовичский сельсоветы, их земли были включены в состав Куриловичского и Лунненского сельсовета соответственно. 28 августа были упразднены Озёрковский, Хартицкий, Микелевщинский, Пацевичский и Зарудавьевский сельсоветы. Их земли были включены в состав Куриловичского, Дубненского, Мостовского и Песковского сельсоветов; Зарудавьевский сельсовет оказался разделённым между Песковским и Мостовским.
В 2017 году утвержден официальный природный символ Мостовского района — Зарянка.

## Демография
Численность населения — 24 653 человек (на 1 января 2025 года), в том числе городское — 14 239 человек (Мосты — 14 239 человек), сельское — 10 414 человек.
Численность населения — 25 210 человек (на 1 января 2024 года), в том числе в городских условиях (Мосты) проживают — 14 447 человек, в сельских условиях — 10 763 человек.
Всего в районе насчитывается 154 сельских населённых пунктов и 6 сельских совета.
Доля населения трудоспособного и младше трудоспособного возраста в районе меньше этих же показателей по Гродненской области (16,5 % и 52,1 % для Мостовского района соответственно, 18,6 % и 57,1 % для Гродненской области). А доля населения старше трудоспособного возраста (31,4 %) выше средней по области (24,3 %), по этому показателю район занимает 4 место в регионе.
| Численность населения (по годам) | Численность населения (по годам) | Численность населения (по годам) | Численность населения (по годам) | Численность населения (по годам) | Численность населения (по годам) | Численность населения (по годам) | Численность населения (по годам) | Численность населения (по годам) | Численность населения (по годам) |
| 1996                             | 2001                             | 2002                             | 2003                             | 2004                             | 2005                             | 2006                             | 2007                             | 2008                             | 2009                             |
| -------------------------------- | -------------------------------- | -------------------------------- | -------------------------------- | -------------------------------- | -------------------------------- | -------------------------------- | -------------------------------- | -------------------------------- | -------------------------------- |
| 42 700                           | ▼40 340                          | ▼40 003                          | ▼39 424                          | ▼38 686                          | ▼37 873                          | ▼36 995                          | ▼36 258                          | ▼35 469                          | ▼34 672                          |
| 2010                             | 2011                             | 2012                             | 2013                             | 2014                             | 2015                             | 2016                             | 2017                             | 2018                             | 2019                             |
| ▼33 556                          | ▼32 386                          | ▼31 185                          | ▼30 522                          | ▼29 963                          | ▼29 342                          | ▼28 927                          | ▼28 554                          | ▼28 233                          | ▼27 999                          |
| 2020                             | 2021                             | 2022                             | 2023                             | 2024                             | 2025                             |                                  |                                  |                                  |                                  |
| ▼27554                           | ▼27031                           | ▼26368                           | ▼25 738                          | ▼25 210                          | ▼24 653                          |                                  |                                  |                                  |                                  |

| Национальный состав по переписи населения 2009 года | Национальный состав по переписи населения 2009 года | Национальный состав по переписи населения 2009 года |
| Народ                                               | Численность                                         | %                                                   |
| --------------------------------------------------- | --------------------------------------------------- | --------------------------------------------------- |
| Белорусы                                            | 25 323                                              | 74,74 %                                             |
| Поляки                                              | 6333                                                | 18,69 %                                             |
| Русские                                             | 1743                                                | 5,14 %                                              |
| Украинцы                                            | 301                                                 | 0,89 %                                              |
| Литовцы                                             | 24                                                  | 0,07 %                                              |
| Азербайджанцы                                       | 20                                                  | 0,06 %                                              |
| Армяне                                              | 20                                                  | 0,06 %                                              |
| Немцы                                               | 15                                                  | 0,04 %                                              |
| Татары                                              | 15                                                  | 0,04 %                                              |

## Экономика
Среднемесячная номинальная начисленная заработная плата (до вычета подоходного налога и некоторых отчислений) в 1 полугодии 2019 года в районе составила 767 руб. (около 300 долларов). Район занял 11-е место в Гродненской области по уровню зарплаты (средняя зарплата по области — 888,3 руб.) и 65-е место в стране из 129 районов и городов областного подчинения.
В 2022 году номинальная начисленная заработная плата составляла 1255,2 руб. Район занял 12-е место в области по уровню зарплаты при средней зарплате в области в 1412, 2 руб.

### Сельское хозяйство
В районе действуют 5 самостоятельных сельскохозяйственных организаций (ЗАО «Гудевичи», КСУП имени Адама Мицкевича, РУСП «Мостовчанка», КСУП «Озеранский», ОАО «Черлена»), 2 филиала («Мостовский кумпячок» — филиал ОАО «Гроднохлебопродукт» и «Дубно» — филиал ОАО «Агрокомбинат „Скидельский“») и 11 фермерских хозяйств.
Общая посевная площадь сельскохозяйственных культур в организациях района (без учёта фермерских и личных хозяйств населения) в 2022 году составила 36 707 га (367 км²). В 2017 году под зерновые и зернобобовые культуры было засеяно 17 342 га, под сахарную свеклу — 1895 га, под кормовые культуры — 16 725 га. Бонитет сельскохозяйственных угодий оценивается в 31,9 балла, в том числе пашни — 34,7 балла.
Валовой сбор зерновых и зернобобовых культур в сельскохозяйственных организациях составил 86,3 тыс. т в 2015 году, 67,6 тыс. т в 2016 году, 75,6 тыс. т в 2017 году, 86,4 тыс. т в 2022 году. По валовому сбору зерновых в 2017 году район занял 8-е место в Гродненской области. Средняя урожайность зерновых в 2017 году составила 43,6 ц/га (средняя по Гродненской области — 39,7 ц/га, по Республике Беларусь — 33,3 ц/га). По этому показателю район занимал 5-е место в Гродненской области. Валовой сбор свеклы сахарной в сельскохозяйственных организациях составил 70,8 тыс. т в 2016 году, 97,5 тыс. т в 2017 году, 98,7 тыс. т в 2022 году. По валовому сбору сахарной свеклы в 2017 году район занял 5-е место в Гродненской области. Средняя урожайность сахарной свеклы в 2017 году составила 515 ц/га (средняя по Гродненской области — 533 ц/га, по Республике Беларусь — 499 ц/га); по этому показателю район занял 5-е место в Гродненской области, в 2022 году средняя урожайность составила уже 584 ц/га.
В 2012 году район признан победителем республиканских соревнований за достижение высоких показателей на уборке урожая зерновых и зернобобовых культур, на республиканском фестивале-ярмарке «Дожинки — 2012» в Горках награждён Почётным дипломом. На областном фестивале-ярмарке «Дожинки — 2018», проходившем в Ивье, Мостовский район награжден Дипломом I степени за наведение порядка на земле.
На 1 января 2022 года в сельскохозяйственных организациях района (без учёта фермерских и личных хозяйств населения) содержалось 40,8 тыс. голов крупного рогатого скота, в том числе 11,8 тыс. коров. По поголовью крупного рогатого скота район по состоянию на 2017 год занимает 6-е место в Гродненской области, по поголовью свиней — 3-е. Крупнейшие комплексы по выращиванию и откорму свиней принадлежат ЗАО «Гудевичи» и филиалу «Мостовский кумпячок» ОАО «Гроднохлебопродукт», крупного рогатого скота — филиалу «Дубно» и КСУП имени Адама Мицкевича.
В 2017 году предприятия района произвели 15 тыс. т мяса (в живом весе) и 60,8 тыс. т молока. По производству мяса район занимает 4-е место в Гродненской области. Средний удой молока с коровы — 5306 кг (средний показатель по Гродненской области — 5325 кг, по Республике Беларусь — 4989 кг).

### Промышленность
В районе действуют 10 промышленных предприятий — ОАО «Мостовдрев», СООО «Байдимэкс», ОАО «Мотекс», ОАО «Рогозницкий крахмальный завод», КПУП «Мостовская сельхозтехника», ОАО «Мостовский ремонтный завод», ЧПТУП «Палетэкс», СООО «БТКВосток», ООО «Неофиш», ООО «Ашхар».
ОАО «Мостовдрев», входящее в концерн «Беллесбумпром», является одним из крупнейших предприятий отрасли в Республике Беларусь и производит фанеру, плиты МДФ и ХДФ, напольные покрытия, гнутоклеенные детали, мебель и другую продукцию.

### Транспорт
Через район проходят железнодорожные линии «Лида — Мосты — Волковыск» и «Гродно — Мосты», автодороги Р41 «Слоним — Мосты — Поречье», Р44 «Гродно — Ружаны — Ивацевичи», Р50 «Мосты — Зельва — Ружаны», Р51 «Острино — Щучин — Волковыск», Р100 «Мосты — Большая Берестовица», Р142 «Зельва — Деречин — Медвиновичи»

## Здравоохранение
В 2022 году в учреждениях Министерства здравоохранения Республики Беларусь в районе работало 95 практикующих врача и 315 средних медицинских работников. В пересчёте на 10 тысяч человек численность врачей — 36,9, численность средних медицинских работников — 122,4 (средние значения по Гродненской области — 51,7 и 129,3 на 10 тысяч человек соответственно, по Республике Беларусь — 44,7 и 122,1 на 10 тысяч человек). Число больничных коек в учреждениях здравоохранения района — 186 (в пересчёте на 10 тысяч человек — 72,3; средние показатели по Гродненской области — 79,5, по Республике Беларусь — 79,3).
Сеть учреждений здравоохранения в сельских населённых пунктах представлена участковыми больницами в агрогородках Дубно и Куриловичи, 8 амбулаториями и 11 фельдшерско-акушерскими пунктами. Стационарная помощь оказывается в терапевтическом, хирургическом, неврологическом, инфекционном и педиатрическом отделениях, отделении анестезиологии и реанимации.

## Образование и культура

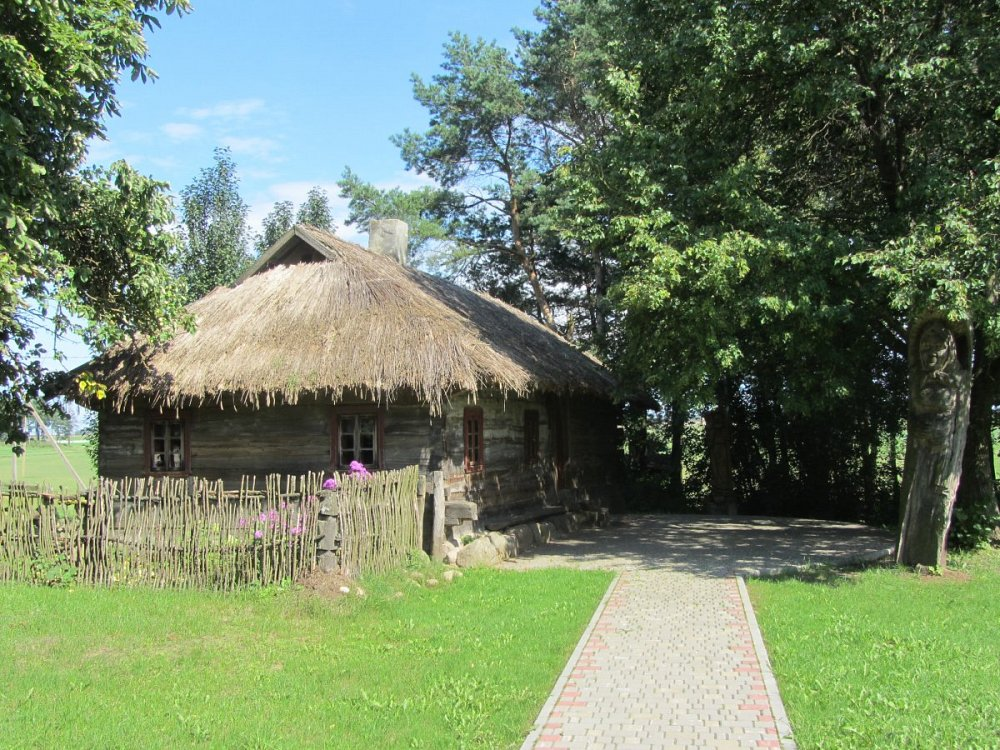
Гудевичский государственный литературно-краеведческий музей

В районе 12 средних, 1 музыкальная школа, 8 дошкольных учреждений, 6 УПК «детский сад-средняя школа», 17 клубов, 15 библиотек.
В 2022 году в районе насчитывалось 14 учреждений дошкольного образования (включая комплексы «детский сад — средняя школа») с 0,9 тыс. детей. В 2022/2023 учебном году в районе действовало 14 учреждений общего среднего образования, в которых обучалось 2,8 тыс. учеников. Учебный процесс обеспечивали 437 учителей. В среднем на одного учителя приходилось 6,4 учеников (среднее значение по Гродненской области — 9,7).
В районном центре действует Мостовский государственный музей «Лес и человек» с численностью музейных предметов основного фонда 4 тыс. единиц. В 2016 году музей посетили 5,9 тыс. человек. Кроме того, в агрогородке Гудевичи действует Гудевичский государственный литературно-краеведческий музей, в котором собрано 16,7 тыс. музейных предметов основного фонда, и который посетили 8,8 тыс. человек в 2016 году.

## Достопримечательности
- Стоянка периода неолита, 0,8 км к северо-западу от хутора Канабаи —  Историко-культурная ценность Республики Беларусь, шифр 413В000375
- Свято-Покровская церковь (1822 год) в д. Белавичи —  Историко-культурная ценность Республики Беларусь, шифр 413Г000367
- Храм Святителя Николая Чудотворца (середина XIX века) в д. Дубно —  Историко-культурная ценность Республики Беларусь, шифр 413Г000372
- Костёл Святой Анны (1782 год) в агрогородке Лунно —  Историко-культурная ценность Республики Беларусь, шифр 413Г000376
- Троицкий костёл (1740 год) в селе Струбница —  Историко-культурная ценность Республики Беларусь, шифр 413Г000384
- Уголок Принеманья. Главная прелесть этого уголка Беларуси — река Неман
- Единственный в Беларуси подвесной мост через реку Неман. Разработан и построен в 1972 году[45]
- Железнодорожная станция (1886) в Мосты
- Костёл Девы Марии Розария в агрогородке Пески
- Православная церковь Святого Николая (1870) в агрогородке Пески
- Храм Рождества Пресвятой Богородицы в Гудевичи
- Свято-Ильинская церковь в деревне Малые Степанишки
- Усадьба в деревне Малые Степанишки

### Памятник, скульптура
- Памятник любви. Недалеко от деревни Богатыревичи на берегу реки Неман расположен памятник Яну и Цецилии[45]
- У дороги Мосты — Гродно, слева по ходу движения транспорта, в 2006 году установлен памятный знак экипажу бомбардировщика капитана Анатолия Протасова

### Памятники природы, заказник
- Липичанская пуща

## Галерея

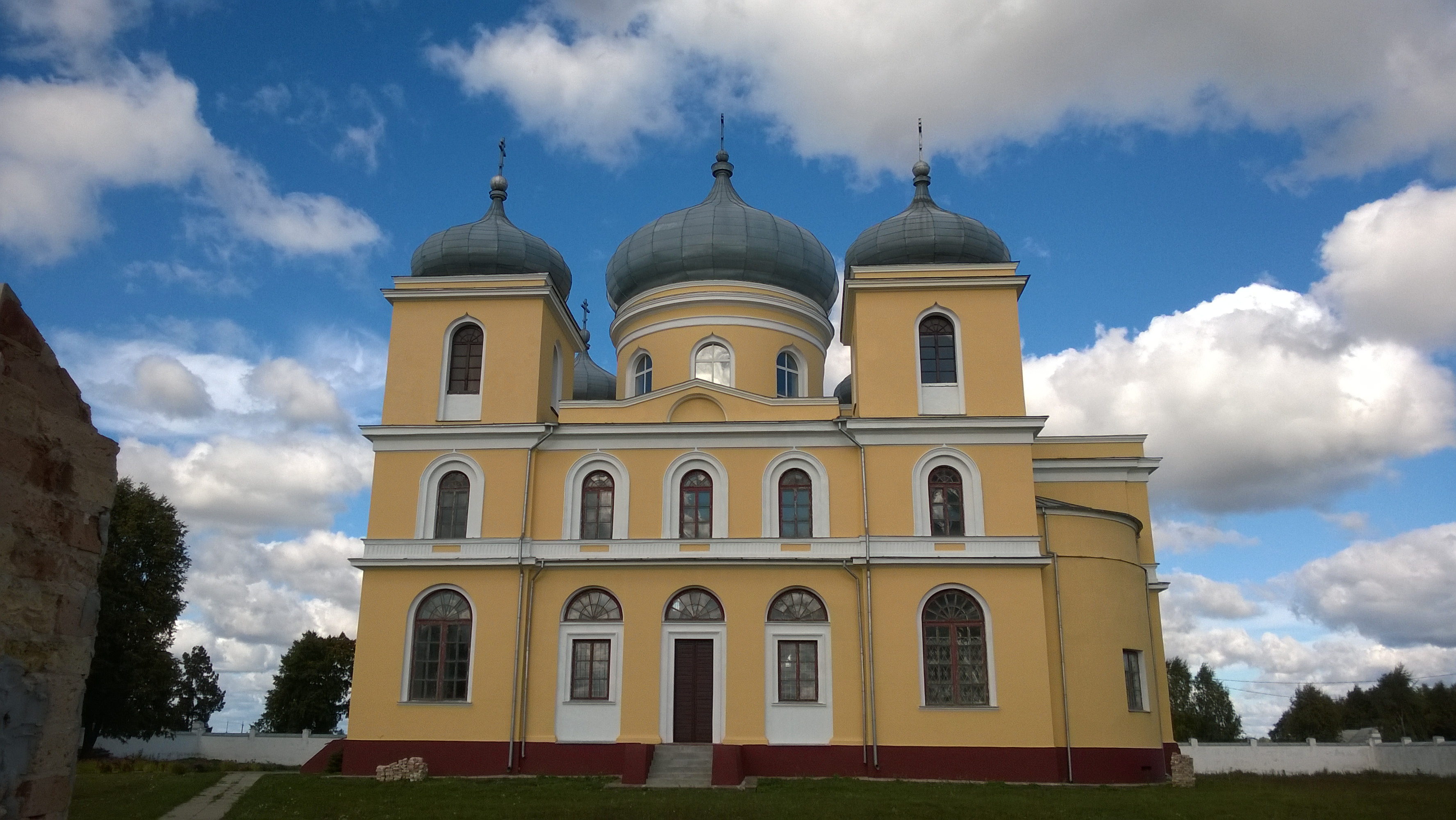
Храм Святителя Николая Чудотворца д. Дубно
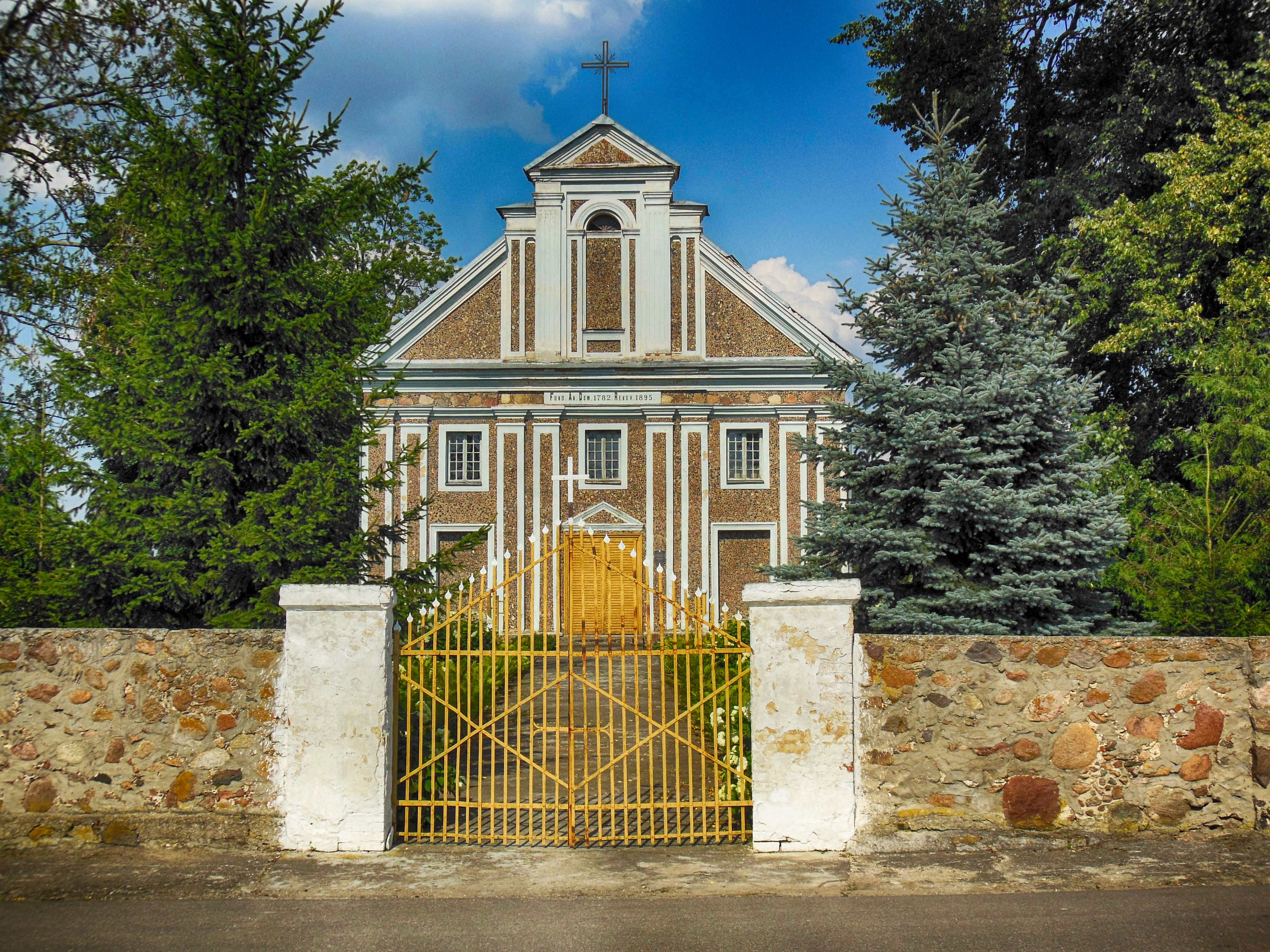
Костёл Святой Анны в аг. Лунно
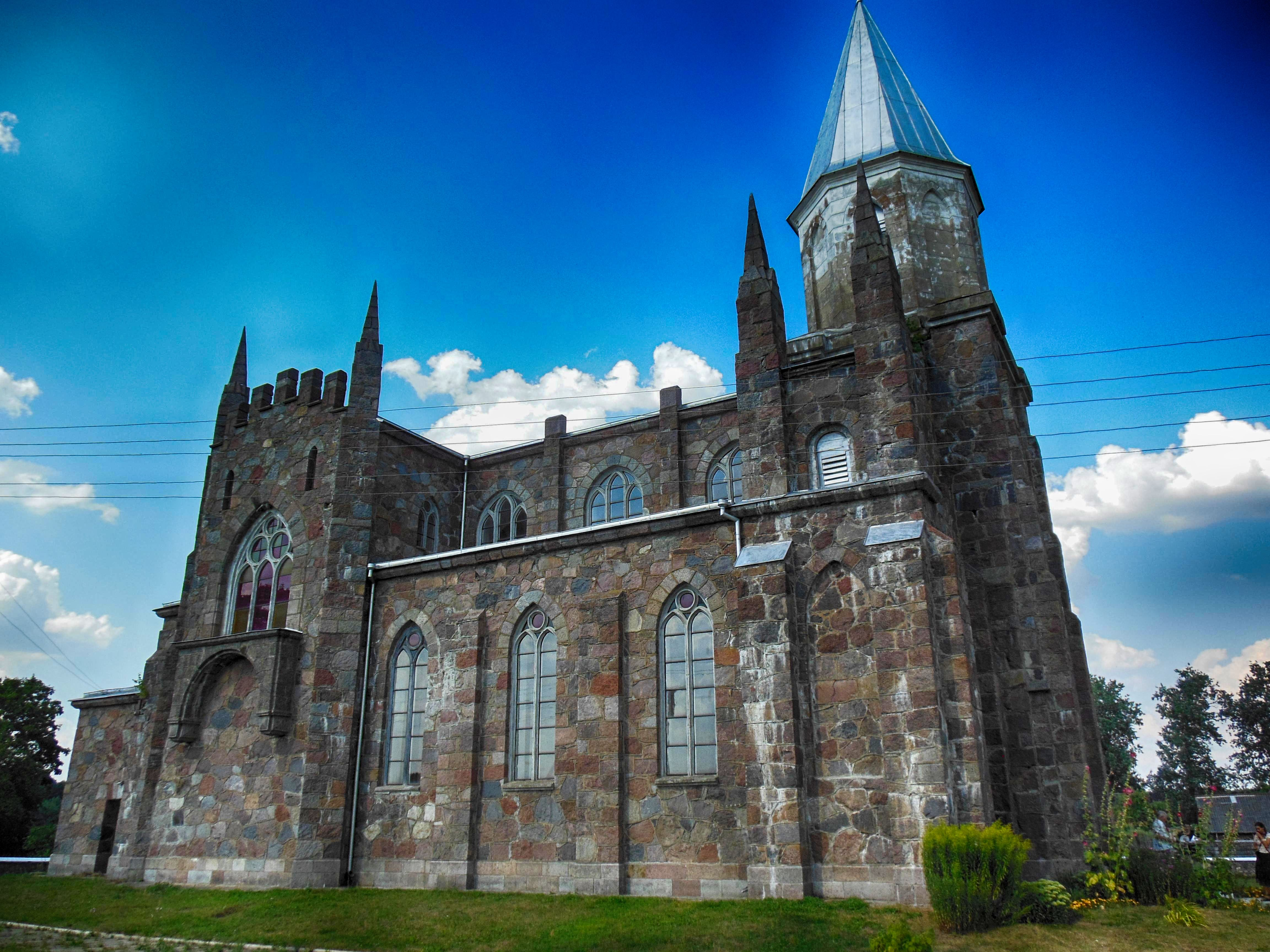
Костёл Девы Марии Розария в аг. Пески
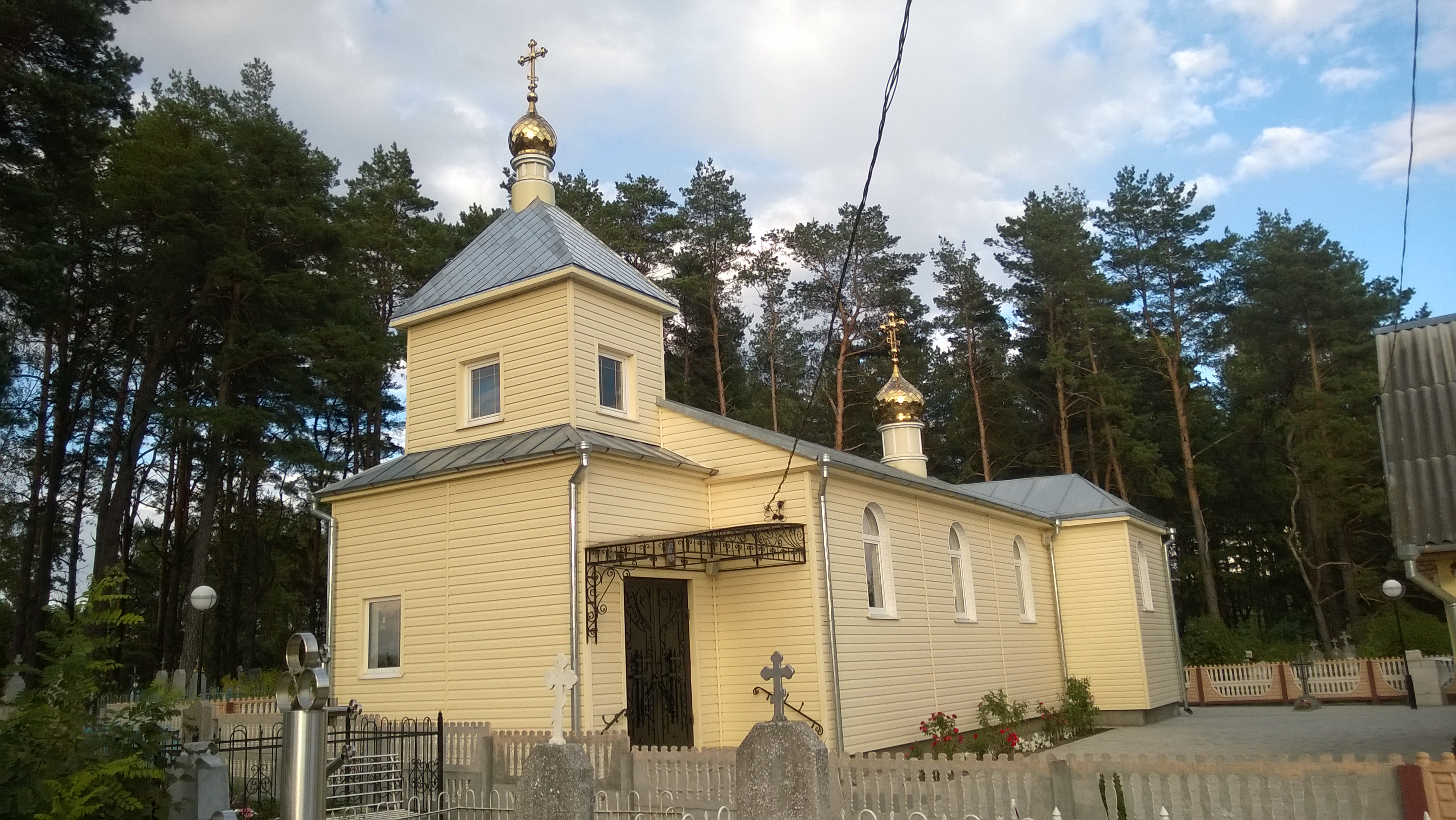
Свято-Ильинская церковь в Малые Степанишки
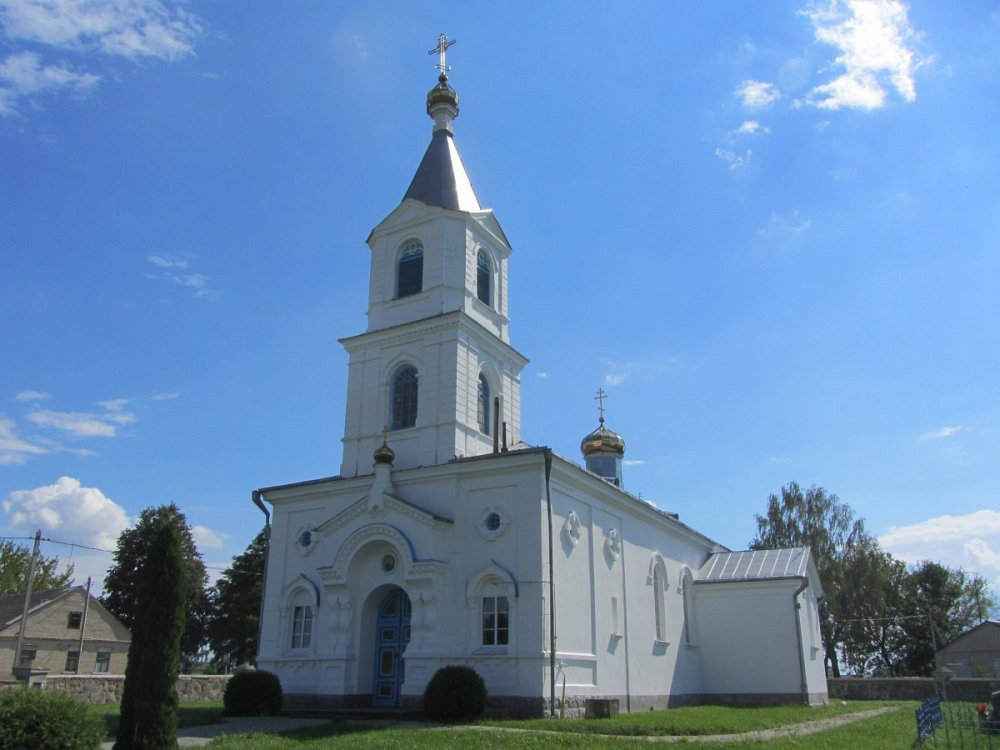
Храм Рождества Пресвятой Богородицы в Гудевичи
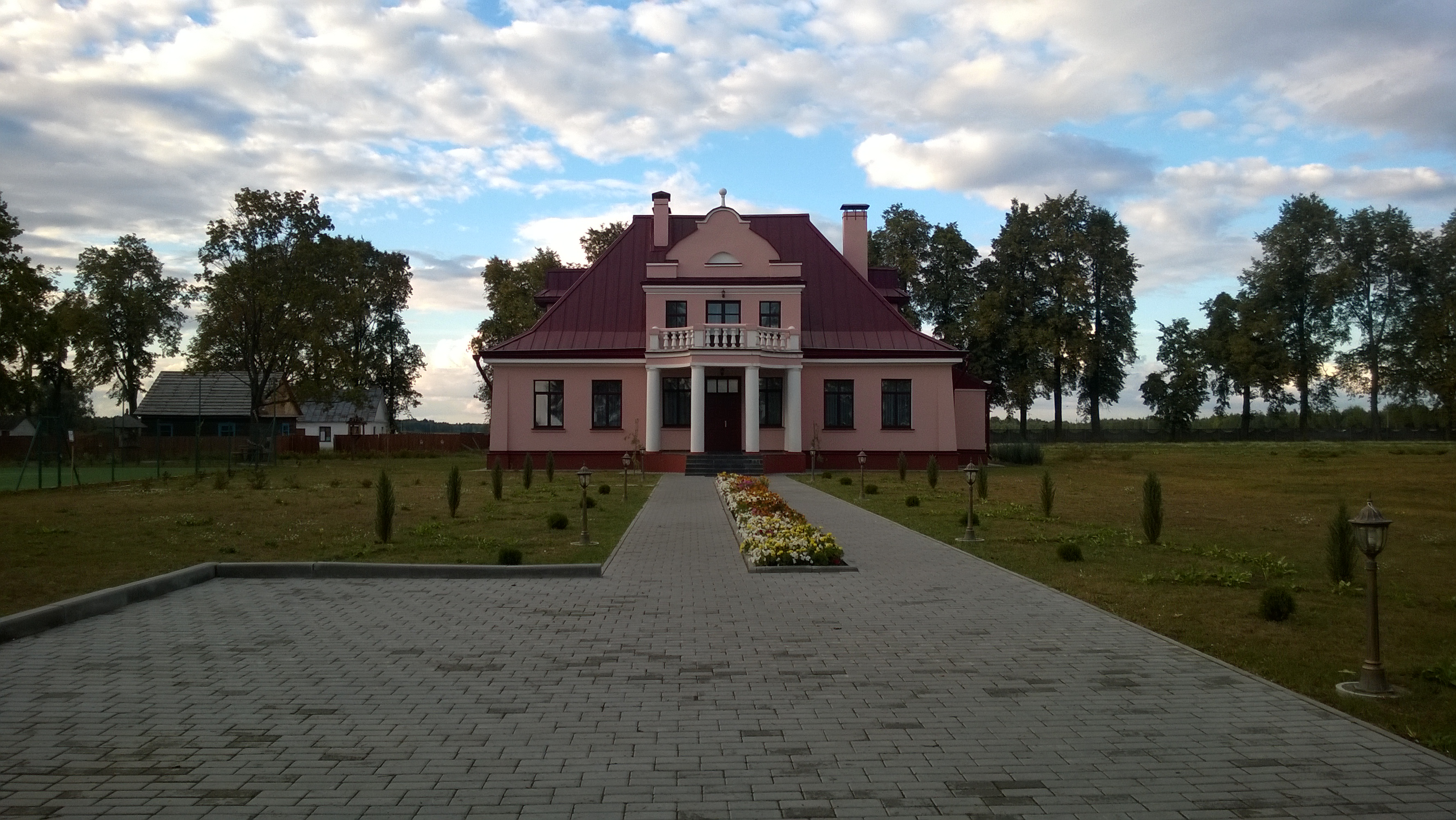
Усадьба в Малые Степанишки
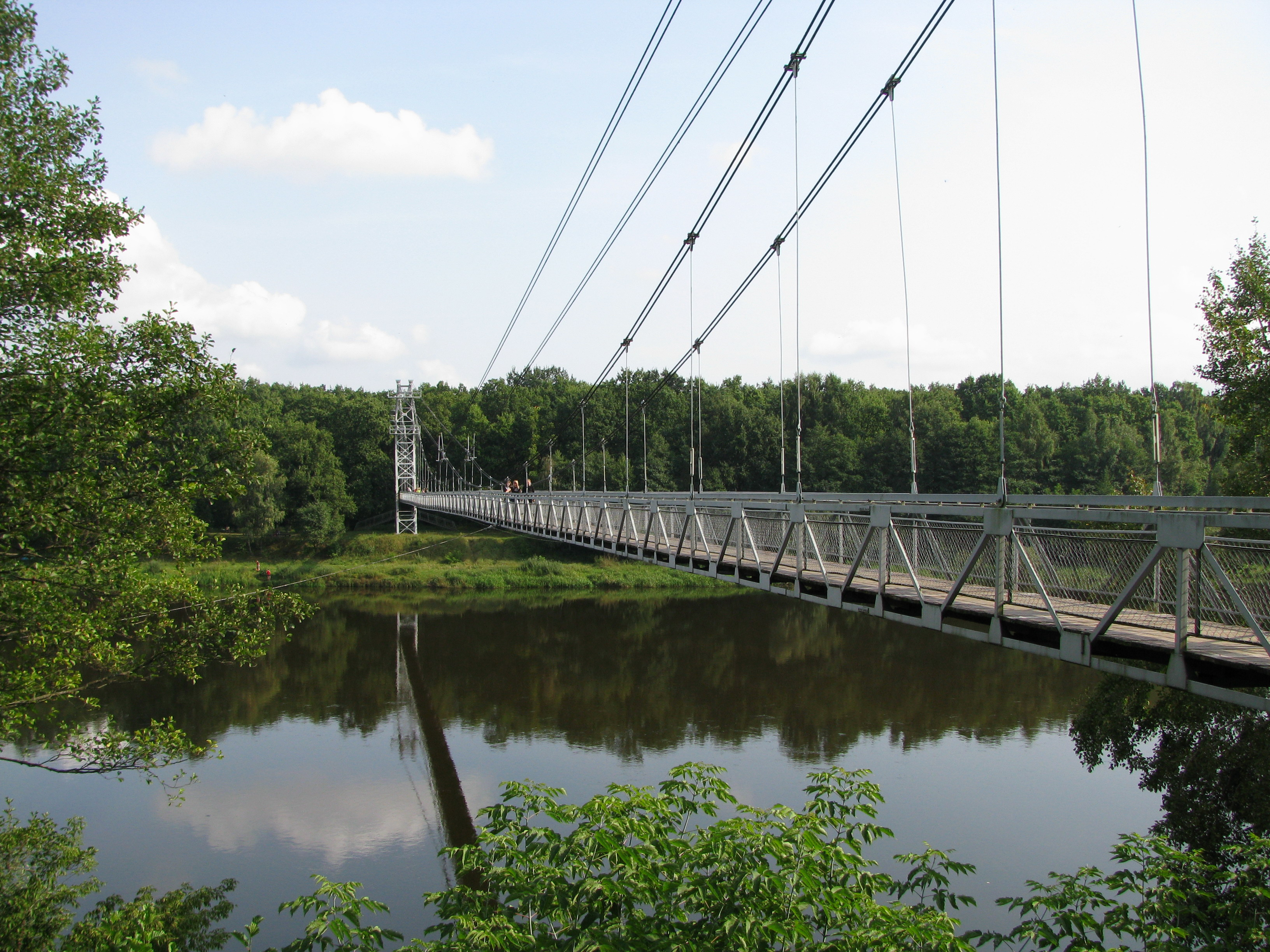
Пешеходный подвесной мост через Неман
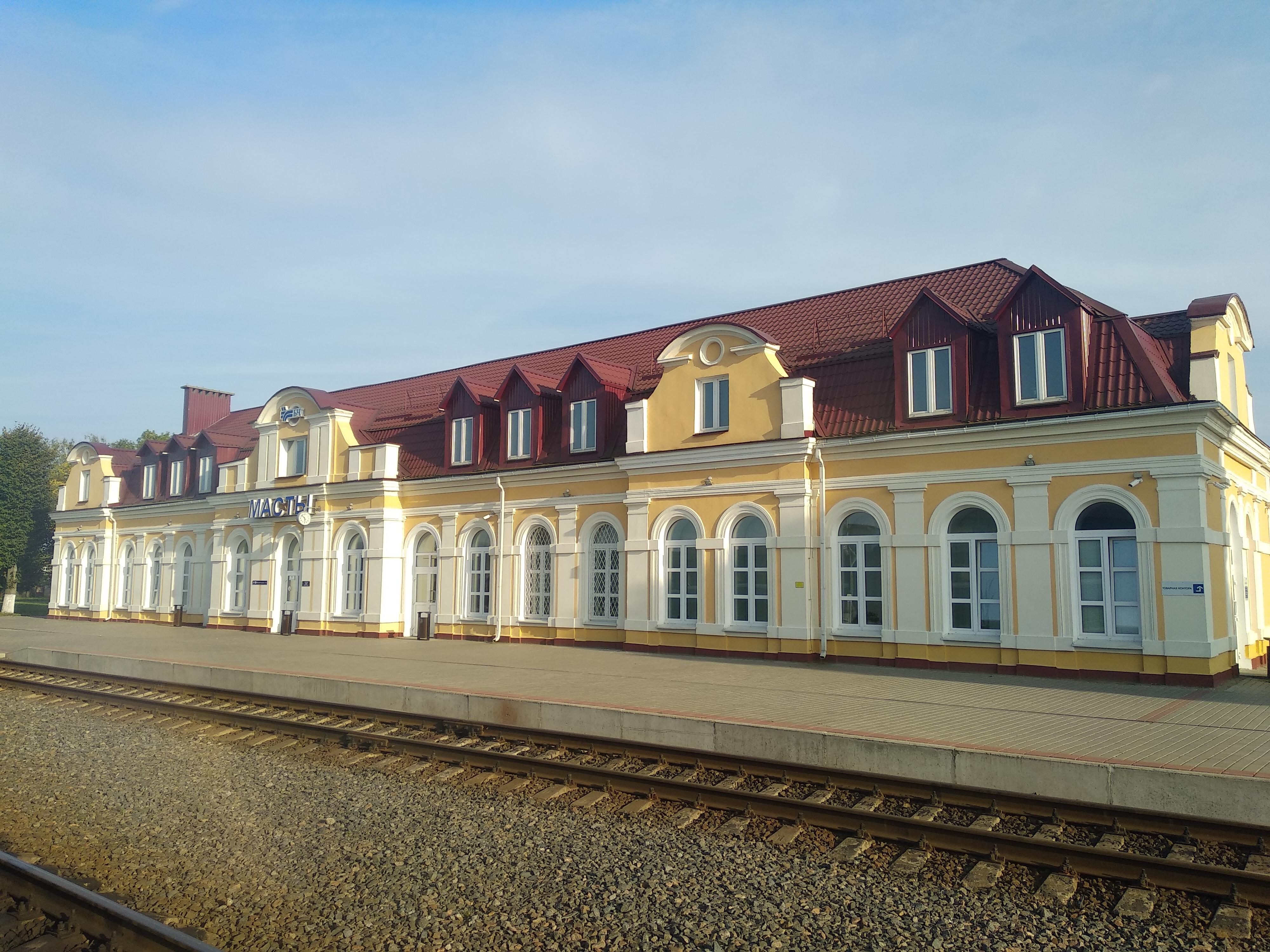
Железнодорожная станция в Мосты